# 霍丹区
霍丹区是索馬利亞的一個區，位於該國東南方的巴納迪爾州。其管轄範圍包括索馬利亞首都摩加迪休的北部地區。

## 外部鏈結
- Districts of Somalia （页面存档备份，存于）
- 霍丹区行政區域圖 （页面存档备份，存于）